# Leona (Texas)
Leona es una ciudad ubicada en el condado de León en el estado estadounidense de Texas. En el Censo de 2010 tenía una población de 175 habitantes y una densidad poblacional de 30,39 personas por km².

## Geografía
Leona se encuentra ubicada en las coordenadas 31°9′13″N 95°58′34″O / 31.15361, -95.97611. Según la Oficina del Censo de los Estados Unidos, Leona tiene una superficie total de 5.76 km², de la cual 5.76 km² corresponden a tierra firme y (0%) 0 km² es agua.

## Demografía
Según el censo de 2010, había 175 personas residiendo en Leona. La densidad de población era de 30,39 hab./km². De los 175 habitantes, Leona estaba compuesto por el 91.43% blancos, el 5.14% eran afroamericanos, el 0% eran amerindios, el 1.14% eran asiáticos, el 0% eran isleños del Pacífico, el 2.29% eran de otras razas y el 0% pertenecían a dos o más razas. Del total de la población el 6.29% eran hispanos o latinos de cualquier raza.